# 北見唯一
北見 唯一（きたみ ただいち、1928年8月30日 - ）は、大阪府出身の俳優。本名は寺田 昭治郎。血液型はA型。

## 出演

### テレビドラマ

#### NHK
- 横堀川（1966 - 67年）
- 壬生の恋歌（1983年）- 前川荘司
- 連続テレビ小説
  - 火の国に（1976年 - 1977年）
  - 都の風（1986年 - 1987年）
  - 純ちゃんの応援歌（1988年 - 1989年）第113回 - 森田
  - あすか（1999年 - 2000年） - 本家廣松
- 銀河テレビ小説
  - まんだら屋の良太（1986年） - 春さん
- 冬陽の道（1989年7月1日放送、NHK）
- 鞍馬天狗 第7話 角兵衛獅子 前編（2008年2月28日） - 禅師

#### NTV
- 長七郎江戸日記
  - 第1シリーズ
    - 第6話「風流敵討ち狂言」（1983年） - 座元
    - 第24話「活鯛献上始末記」（1984年）- 治平
    - 第39話「旗本愚連隊」(1984年）- 伊助
    - 第78話「極楽とんぼ」（1985年）- 六兵衛
    - 第91話「別れ道」（1986年）- 善蔵
    - 第101話「頑張れ!おとう」（1986年）- 菊造

  - 第2シリーズ
    - 第21話「友情の命燃やして」（1988年）- 明石屋
    - 第46話「狸がくれた五千両」（1989年）- 吉兵衛
    - 第56話「川開き、大輪の花」（1989年）- 久兵衛
    - 第58話「影のある女」（1989年）- 美濃屋万吉

  - 第3シリーズ
    - 第5話「葵小僧推参!」（1990年）- 南海屋主人
    - 第14話「雪に舞うわらべ唄」（1991年）- 三州屋
    - 第27話「奇怪なり葵の香炉」（1991年）- 相模屋

- 半七捕物帳 第17話「恋仇! 五十両の賞金首」（1993年） - 杢兵衛
- 江戸の用心棒
  - パートI 第12話「仕官の道の甘い罠」（1994年） - 司屋
  - パートII 第11話「死体が消えた!」（1996年）

#### TBS&MBS
- 風 第29話「若き祈り」（1968年、松竹）
- 水戸黄門（C.A.L）
  - 第1部 第22話「決闘・砂塵の宿 -金津-」（1969年12月29日） - 作造
  - 第4部
    - 第2話「天狗馬鹿 -忍-」（1973年1月29日） - 茶店の主人
    - 第11話「地獄に落ちた悪い奴 -庄内-」（1973年4月2日） - 百姓
    - 第28話「庄助さんの娘 -会津若松-」（1973年7月30日） - 居酒屋の主人

  - 第5部
    - 第6話「お新に惚れた男 -高山-」（1974年5月6日） - 酒屋の主人
    - 第25話「黄門爆殺計画 -長崎-」（1974年9月23日）

  - 第6部
    - 第15話「丁半花むしろ -倉敷-」（1975年7月7日）
    - 第30話「希望の灯 -成田-」（1975年10月20日） - 西瓜売り

  - 第7部
    - 第14話「八兵衛殿様五万石 -横手-」（1976年8月23日） - 飯屋の主人
    - 第32話「高嶺の花が俺の嫁‼ -高崎-」（1976年12月27日） - 茶店の主人

  - 第8部
    - 第8話「骨身にこたえた母の愛 -吉田-」（1977年9月5日） - 仁兵衛
    - 第21話「黄門さまも人の親 -高松-」（1977年12月5日） - 膏薬売り

  - 第10部
    - 第6話「天下の怪盗光右衛門 -駿府-」（1979年9月17日） - 茶店の親爺
    - 第26話「日本晴れ‼水戸街道 -水戸-」（1980年2月11日） - 飯屋の亭主

  - 第11部 第11話「父子つないだ頑固そば -盛岡-」（1980年10月27日） - 茶店の親爺
  - 第12部
    - 第6話「助さんそっくり千両役者 -郡上八幡-」（1981年10月5日） - 善助
    - 第25話「嘘を承知で親孝行 -富岡-」（1982年2月15日） - 松造

  - 第13部
    - 第3話「鬼が棲んでる天下の嶮 -箱根-」（1982年11月1日） - 茶店の親爺
    - 第12話「伊勢参り 娘初春七変化 -伊勢-」（1983年1月3日） - 宗助

  - 第14部 第32話「灘の庄助 なぜ酔っぱらう -灘-」（1984年6月4日） - 居酒屋の親父
  - 第15部 第21話「意地で守った名人芸 -鳥取-」（1985年6月17日） - 梅吉
  - 第16部 第21話「友禅救った大芝居 -金沢-」（1986年9月15日） - 勘八
  - 第17部 第2話「血染めの直訴状 -八王子-」（1987年8月31日） - 船頭
  - 第20部 第7話「怨みを買った女医師 -桑名-」（1990年12月17日） - 吾助
  - 第21部 第25話「酔いどれ仁術 -糸魚川-」（1992年9月21日） - 和尚
  - 第22部 第5話「陰謀渦巻く大井川 -島田-」（1993年6月14日） - 久兵衛
  - 第24部 第13話「無念晴らした仇討ち旅 -高鍋-」（1995年12月11日） - 居酒屋の亭主
  - 第28部 第20話「浪花娘のうな丼勝負 -大坂-」（2000年7月31日） - 加平次
  - 第29部 第8話「友よ、立ち上がれ！ -奈良-」（2001年5月21日） - 柴原伝兵衛
  - 第31部 第14話「白鷺城下の恩返し -姫路-」（2003年1月27日） - 親父
  - 第34部 第14話 「百鬼夜行の鬼ヶ島 -大曲-」（2005年4月25日） - 段平
  - 第35部 第13話「黄門様のお供は偽千太 -人吉-」（2006年1月16日）
- 大岡越前（C.A.L）
  - 第2部 第23話「鬼の目に涙」（1971年10月18日） - 熊
  - 第3部 第6話「狐火の五千両」（1972年7月17日） - 髪結い床
  - 第4部 第23話「持った病の人助け」（1975年3月10日）
  - 第5部
    - 第7話「かけた情けに怨みの十手」（1978年3月20日） - 喜右衛門
    - 第21話「犬に咬まれたドジな奴」（1978年6月26日） - 飲み屋の亭主

  - 第8部 第12話「情は人の為ならず」（1984年10月8日）
  - 第9部 第10話「夫婦の絆は値千両」（1985年12月30日） - 大家
  - 第14部
    - 第9話「幸せ咲かせた兄妹草」（1996年8月12日） - 年寄りの漁師
    - 第17話「命を懸けた贋金探索」（1996年10月14日） - 六兵衛
- 江戸を斬るVII 第21話「殺しの陰で嗤う奴」（1987年、C.A.L）
- 月曜ドラマスペシャル / 一色京太郎事件ノート7（1998年） - 篠崎孝平

#### フジテレビ&関西テレビ
- 銭形平次 （東映）
  - 第20話「七年目の仇討」（1966年） - 宗庵
  - 第461話「佐渡の恋唄」（1975年）
  - 第495話「身代り鴉」（1975年）
  - 第526話「あにとおとうと」（1976年）
  - 第553話「人形は見ていた」（1976年）- 世話焼
  - 第591話「騙しちゃいけねえ」（1976年）
  - 第716話「娘岡っ引きが通る」（1980年）- ちぐさの主人
  - 第800話「椋鳥(むくどり)の春」（1982年）
  - 第819話「若旦那万事休す」（1982年）
- 座頭市物語（CX / 勝プロ）第6話「どしゃぶり」（1974年）
- 時代劇スペシャル 「暗殺指令」（1984年、東映）
- 弐十手物語 第1話「狼と鶴」（1984年、東映）
- 怪人二十面相と少年探偵団II 第17話・第18話（1984年） - 奈良岡正高
- 鬼平犯科帳
  - 第1シリーズ
    - 第5話「血闘」（1989年8月9日） - 茶店の主人
    - 第15話「泥鰌の和助始末」（1989年11月11日） - 大店の主
    - 第24話「引き込み女」（1990年2月7日） - 豊の市

  - 第2シリーズ 第12話「女賊」（1991年）-
  - 第4シリーズ
    - 第11話「掻掘のおけい」（1993年） - 伊勢屋仁左衛門
    - 第13話「老盗の夢」（1993年） - 三徳屋治兵衛

  - 第5シリーズ 第4話「市松小僧始末」（1994年） - 六蔵
- お江戸捕物日記 照姫七変化 第12話「琴の爪が死を招く」（1990年、東映）
- 銭形平次（東映） ※北大路欣也版
  - 第2シリーズ 第3話「家元の死」（1992年）
  - 第3シリーズ 第15話「ひょうたん供養」（1993年）
  - 第4シリーズ
    - 第1話「夜歩き観音」（1994年） - 因州屋
    - 第13話「真昼の悪夢」（1994年） - 伊平

  - 第6シリーズ 第1話「呪いの花嫁井戸」（1997年） - 弥助
- 御家人斬九郎 第3シリーズ 第10話「待ちぼうけの女」（1998年、映像京都） - 屋台の親父
- 隠密奉行朝比奈 第1シリーズ 第6話「越前竹人形の秘密」（1998年、CX / 東映）- 彦兵衛

#### テレビ朝日&ABC
- ナショナル日曜観劇会 / 釜ヶ崎（1961年、朝日放送）※芸術祭大賞
- 燃えよ剣 第15話「わかれ雲」（1970年、東映）
- 軍兵衛目安箱 第25話「将軍暗殺」（1971年） - 店の主人
- 必殺シリーズ（松竹）
  - 必殺仕掛人
    - 第24話「士農工商大仕掛け」（1973年） - 百姓次郎左衛門

  - 助け人走る 第21話「心中大悲憤」（1974年） - 吾平
  - 暗闇仕留人 第16話「間違えて候」（1974年） - 長作
  - 必殺必中仕事屋稼業
    - 第4話「逆転勝負」（1975年） - 長造
    - 第16話「仕上げて勝負」（1975年） - 快念
    - 第21話「飛び入りで勝負」（1975年） - 藤七

  - 必殺仕置屋稼業
    - 第4話「一筆啓上仕掛が見えた」（1975年） - 江戸屋長五郎
    - 第16話「一筆啓上無法が見えた」（1975年） - そば屋

  - 必殺仕業人
    - 第1話「あんたこの世をどう思う」（1976年） - 参兵ヱ
    - 第15話「あんたこの連れ合いどう思う」（1976年） - 質屋の親爺

  - 必殺からくり人 第11話「私にも父親をどうぞ」（1976年） - 屋台のおやじ
  - 必殺からくり人・血風編 第1話「魔窟に潜む紅い風」（1976年） - 講元
  - 新・必殺仕置人 第35話「宣伝無用」（1977年） - 菊屋　主人
  - 新・必殺からくり人 第1話「東海道五十三次殺し旅 日本橋」（1977年） - 近江屋
  - 江戸プロフェッショナル・必殺商売人（1978年）
    - 第1話「女房妊娠主水慌てる」 - 伊兵衛
    - 第10話「不況に新商売の倒産屋」 - 質屋親爺

  - 翔べ! 必殺うらごろし
    - 第4話「生きてる娘が死んだ自分を見た」（1978年） - 紋兵ヱ
    - 第21話「夜空を飛ぶ女が見た悪の罠」（1979年） - 民造

  - 必殺仕事人
    - 第5話「三十両で命が買えるか?」（1979年） - そば屋主人　
    - 第22話「登城の大名駕籠はなぜ走るのか?」（1979年） - 家老・時枝伝ヱ門
    - 第31話「弓技 標的はずし」（1979年） - 医者玄庵
    - 第53話「惚れ技情炎半鐘割り」（1980年） - 久蔵
    - 第61話「脅し技 闇医術千両潰し」（1980年） - 玄斎
    - 第63話「誘い技 死霊からくり岩山落し」（1980年） - 伊勢屋

  - 新・必殺仕事人
    - 第2話「主水 気分滅入る」（1981年） - 越後屋
    - 第13話「主水体を大切にする」（1981年7月31日） - 大家
    - 第22話「主水浮気する」（1981年） - 魚辰
    - 第38話「主水 友達を気にする」（1982年） - 和助

  - 新・必殺仕舞人 第8話「その手は桑名の焼蛤」（1982年） - 辰五郎
  - 必殺仕事人III　第6話「女牢に目をつけたのは主水」（1982年） - 越中屋
  - 必殺仕切人　第2話「もしも勇次の糸が切れたら」（1984年） - 渡海屋
  - 必殺橋掛人（1985年） - 番頭　※レギュラー出演
  - 必殺仕事人・激突!　
    - 第12話「霊感少年を操る極悪人」（1992年） - 文三
    - 第19話「秀、女絵師のモデルになる」（1992年） - 山形屋善兵衛
- 遠山の金さん 杉良太郎版（NET/東映）
  - 第1シリーズ
    - 第30話「暗闇の銃声を消せ‼」（1976年）
    - 第57話「ギヤマン飾りの女」（1976年）
    - 第89話「じゃじゃ馬姫と贋奉行」（1977年）-自身番

  - 第2シリーズ
    - 第10話「この命 捧げます！」（1979年）- 住職
- 暴れん坊将軍シリーズ（東映）
  - 吉宗評判記 暴れん坊将軍
    - 第16話「対決! 花の吉原」（1978年4月29日） - 嘉助
    - 第82話「天女のようなガキ大將」（1980年） - 道具屋
    - 第107話「あわれ、女お庭番」（1980年） - 与作
    - 第169話「天晴れ! 腹ぺこ一番槍」（1981年） - 山ノ内
    - 第191話「泣き笑い 河内人情ど根性」（1982年） - 和尚

  - 暴れん坊将軍II
    - 第36話「危機一髪! 皆殺し砦」（1983年） - 吾兵衛
    - 第77話「こんな悪事が俺にも出来た!?」（1984年） - 西尾孫六
    - 第97話「衝撃! 上様がさらわれた!」（1985年） - 古道具屋
    - 第121話「危機一髪! 美しき囮」（1985年） - 越後屋
    - 第147話「つめたい春の夫婦花!」（1986年） - 貸本屋
    - 第162話「にわか侍、破廉恥武士道!」（1986年） - 魚政
    - 第168話「小判を拾った幽霊娘!?」（1986年） - 半助

  - 暴れん坊将軍III
    - 第92話「地獄で仏のおやこ唄」（1990年） - 大家
    - 第105話「涙を捨てたおんな坂」（1990年） - 利兵衛

  - 暴れん坊将軍IV
    - 第7話「もう一つの十手御用」（1991年） - 木曽屋嘉介
    - 第58話「吉宗変化! お狩場の鬼退治」（1992年） - 中村清右衛門

  - 暴れん坊将軍VI
    - 第12話「人生落語長屋」（1994年） - 和泉屋
    - 第24話「剣難女難の恋指南」（1995年） - 風見図書
- 長七郎天下ご免! 第2話「誘拐! おさよ危機一髪」（1979年） - 尾形玄庵
- 赤かぶ検事奮戦記（ABC / 松竹）
  - 第1シリーズ 第5話「うごめく蝸牛（かたつむり）」（1980年）
  - 第2シリーズ 第9話「坊主めくり」（1982年）
  - 第4シリーズ 第10話「浴室の影」（1986年）
- 土曜ワイド劇場 / 京都殺人案内15（1989年、朝日放送） - 住職
- 遠山の金さん ※高橋英樹版
  - 第1シリーズ
    - 第19話「水晶呪術! 魅せられた女」（1982年）
    - 第40話「投げ縄おけい・私の過去をあばかないで!」（1983年）
    - 第65話「二つの顔の女・緋牡丹おりん!」（1983年）
    - 第100話「幻の秘宝・奥能登から来た女!」（1984年）
    - 第127話「深川情話・愛をきざむ氷の女!」（1985年）
    - 第136話「ろくでなし女医の心の旅路!」（1985年）

  - 第2シリーズ 第11話「女の斗い・守ってみせます晴舞台!」（1986年）- 吾平
- 名奉行 遠山の金さん ※ 松方弘樹版
  - 第3シリーズ 第24話「偽装殺人!左ききの少女」（1991年） - 甚五郎
  - 第5シリーズ 第15話「桜吹雪の刺青をいれた女」（1993年） - 次郎八
  - 第6シリーズ 第3話「遠山桜と御落胤」（1994年6月30日） - 長屋の住人
  - 第8シリーズ（遠山の金さんVS女ねずみ）（1997年6月21日）- 黒田屋八右衛門
  - 第9シリーズ（金さんVS女ねずみ）（1998年6月27日）- 松浦家ご隠居
- 三匹が斬る！シリーズ
  - 三匹が斬る！ 第1話「十萬両!ここが名代の浮世風呂」（1987年10月22日） - 店主
  - 続続・三匹が斬る! 第12話「謎の幽霊船、鬼も泣いたか島原哀歌」（1990年4月26日）- 天鬼
  - 新・三匹が斬る! 第11話「女一匹!わたしゃ闇の逃がし屋稼業」（1992年、東映） - 馬吉
- 素浪人 月影兵庫 第1話（2007年）

#### テレビ東京
- 斬り捨て御免!（歌舞伎座テレビ）
  - 第2シリーズ 第1・2話「大奥秘録叛乱の地獄絵巻 前後編」（1981年） - 空玄
  - 第3シリーズ 第11話「夏の怪　竜神が流す火の涙」（1982年） - 弥兵ヱ
- 夫婦ねずみ 今夜が勝負 第2話「大奥(秘)潜入します」（1984年、歌舞伎座テレビ）
- 月影兵庫あばれ旅
  - 第1シリーズ 第2話「消えた姫君を追え!（後編）」（1989年）
  - 第1シリーズ 第7話「悪党だます悪い奴」（1989年） - 幽信和尚

### テレビアニメ
- ロボタン（1966年）
- チエちゃん奮戦記 じゃりン子チエ（1991年 - 1992年、周先生、男）

### 映画
- 橋のない川（1970年）
- 温泉こんにゃく芸者（1970年）
- タンポポ（1985年） - 歯医者
- 必殺! III 裏か表か（1986年） - 久兵衛
- 写楽（1995年）

### CM
- 松本引越しセンター（1980年代） - おじいちゃん役
- フジカラー（1986年） - 姫君に扮した南野陽子のじいや役